# Bhabua
Bhabua (en hindi: भबुआ ) es una ciudad de la India, centro administrativo del distrito de Kaimur, en el estado de Bihar.

## Geografía
Se encuentra a una altitud de 86 m s. n. m. a 197 km de la capital estatal, Patna, en la zona horaria UTC +5:30.

## Demografía
Según estimación 2011 contaba con una población de 61 967 habitantes.